# Andrzej Ignacy Ogiński
Andrzej Ignacy Joachim Jozafat Ogiński herbu własnego (ur. 13 kwietnia 1740 roku w Tadulinie w województwie witebskim – zm. 12 października 1787 roku w Guzowie) – marszałek sejmu skonfederowanego 1776 roku i marszałek litewski konfederacji Andrzeja Mokronowskiego w 1776 roku, wojewoda trocki w 1783 roku, kasztelan trocki w 1778 roku, marszałek Trybunału Głównego Wielkiego Księstwa Litewskiego w 1761 rokusekretarz Rady Nieustającej w 1775 roku, sekretarz wielki litewski w 1773 roku, referendarz litewski w 1771 roku, miecznik litewski w 1762 roku, marszałek Trybunału Głównego Wielkiego Księstwa Litewskiego w 1760 roku, starosta oszmiański w 1756 roku, dyplomata, wolnomularz, członek Komisji Kruszcowej, starosta kadaryski, maćkowski i płotelski, a z posagu żony, wdowie po Janie Prosperze Potockim, starosta niegrodowy guzowski, ponadto pułkownik chorągwi petyhorskiej Najjaśniejszego Króla w 1760 roku.

## Życiorys
Był synem Tadeusza Franciszka i Izabelli z Radziwiłłów.
Poseł inflancki na sejm 1756 roku. Poseł inflancki na sejm 1758 roku z województwa inflanckiego. Deputat kowieński na Trybunał Główny Wielkiego Księstwa Litewskiego w 1760 roku. Był posłem inflanckim na sejm 1762 roku. Był członkiem konfederacji generalnej Wielkiego Księstwa Litewskiego w 1764. Był elektorem Stanisława Augusta Poniatowskiego z województwa trockiego. Poseł ziemi sochaczewskiej na sejm koronacyjny 1764 roku. Na sejmie koronacyjnym 1764 roku wyznaczony ze stanu rycerskiego do Asesorii Wielkiego Księstwa Litewskiego. Jeden z najbardziej zaufanych ludzi króla Stanisława Augusta Poniatowskiego. W 1766 został członkiem Komisji Skarbowej Wielkiego Księstwa Litewskiego. W 1769 miał posłować do Petersburga lecz ostatecznie tam nie pojechał. Konfederaci barscy uznali go za wroga ojczyzny i zniszczyli jego dobra. Uchwałą rady senatu z 23 grudnia 1771 mianowano go posłem Rzeczypospolitej przy dworze wiedeńskim. Do Wiednia dotarł w połowie lutego 1772, gdy żywiono jeszcze wiele złudzeń, że Austria poprze Stanisława Augusta wobec Rosji.
Francuskiemu ambasadorowi w Wiedniu, kardynałowi de Rohan, obiecał dopomóc w uwolnieniu francuskich oficerów oblężonych wraz z konfederatami barskimi na Wawelu przez Rosjan – jednak próby nawiązania rozmów z ambasadorem de Rohan i konfederatami nie powiodły się.
Austriacy starali się jak najdłużej mydlić oczy Ogińskiemu. Brytyjski reprezentant w Wiedniu David Murray, 2. hrabia Mansfield ostrzegał Ogińskiego o swych podejrzeniach dotyczących porozumienia trzech mocarstw w celu dokonania rozbioru, Ogiński wierzył jednak bezwartościowym zapewnieniom Kaunitza.
Na Sejmie Rozbiorowym 1773-1775 został wybrany przez króla Stanisława Augusta Poniatowskiego sekretarzem Rady Nieustającej.
Członek konfederacji Andrzeja Mokronowskiego w 1776 roku  i poseł na sejm 1776 roku z województwa trockiego. W 1780 roku był konsyliarzem Rady Nieustającej.
W 1770 roku został kawalerem Orderu Świętego Stanisława.
Żoną Ogińskiego była Paula z Szembeków. Mieli córkę, Józefę I v. za Ignacym Ogińskim II v. za Janem Nikodemem Łopacińskim, oraz syna, Michała Kleofasa (kompozytora).